# Hanna Fuchs-Robettin
Hanna Fuchs-Robettin (1896, Praga-1964, Nueva York), nacida Werfel, fue la hermana del escritor Franz Werfel, esposa de Herbert Fuchs-Robettin y amante de Alban Berg, quien le dedicó secretamente su Suite Lírica y probablemente también el concierto para violín y la ópera Lulú.

## Biografía
Hanna fue la segunda de los tres hijos del empresario e industrial Rudolf Werfel y de Albine Kusee. Su hermano Franz nació en 1890 y su hermana Marianne Amalie en 1899. Descendientes de judíos alemanes y bohemios, su abuelo sirvió en la invasión rusa por Napoleón.
Se casó con el industrial y aficionado musical Herbert Fuchs-Robettin, tuvieron dos hijos, Munzo (1917) y Dorothea.
En mayo de 1925 Hanna inició una relación con Alban Berg, casado con Helene Berg. quien escribió la Suite Lírica usando una combinación de sus iniciales La copia de la partitura que Berg regaló a Hanna se encuentra en la Biblioteca Nacional de Austria
En 1976 las cartas de Berg a Hanna aparecieron. Habían sido conservadas por Theodor Adorno y por Alma Mahler-Werfel.
Berg murió en 1935. Hanna y Herbert escaparon de los nazis y se establecieron en Nueva York. Herbert murió en 1949.